# Драконарий
Драконарий (на латински: Draconarius) в Римската империя е наричан кавалерист, който носи драконов щандарт.
Драконовият щандарт е изобретение на иранския народ парти и е бил използван и от северноиранския народ сармати. Когато римляните превземат концепцията за катафрактна конница от сарматите през Късната античност, те също заимстват и технитеполеви щандарти (бойни знамена).
Римският драконарий обикновено е бил въоръжен с копие контос и в такъв случай е бил наричан контарий. Контариите могат да бъдат или тежко бронирани (катафракти, клибанари) или леко бронирани конници. Римските драконарии често носели маскен шлем.
Конниците, носещи драконов щандарт, се разпространяват в цяла Европа по време на Великото преселение на народите, отчасти чрез сарматите и отчасти чрез римляните. Даки, готи, славяни, хуни, лангобарди, византийци, авари, франки, българи, руси, печенеги, половци и дори келтите и англосаксонците във Великобритания са използвали драконовия щандарт в своята кавалерия.